# Carruagem de Terceira Classe (Daumier)
Carruagem de Terceira Classe (em francês:  Le Wagon de troisième classe) é uma pintura a óleo sobre tela do artista plástico francês Honoré Daumier completada em 1864 e que se encontra actualmente na Galeria Nacional do Canadá, Ottawa, adquirida em 1946.
Com a tela o artista denuncia a pobreza existente na época. Tal como as camponesas de Barbizon representadas por Jean-François Millet em As Respigadoras, as circunstâncias humildes da família em primeiro plano são retratadas com uma simplicidade nobre, e a ex̟pressão de resignação e fadiga estoicas na face da mulher evocam profunda simpatia.
Daumier executou uma outra versão do mesmo tema muito próxima da anterior no que respeita à posição das personagens que não completou e que se encontra no Metropolitan Museum of Art, em Nova Iorque (imagem ao lado).

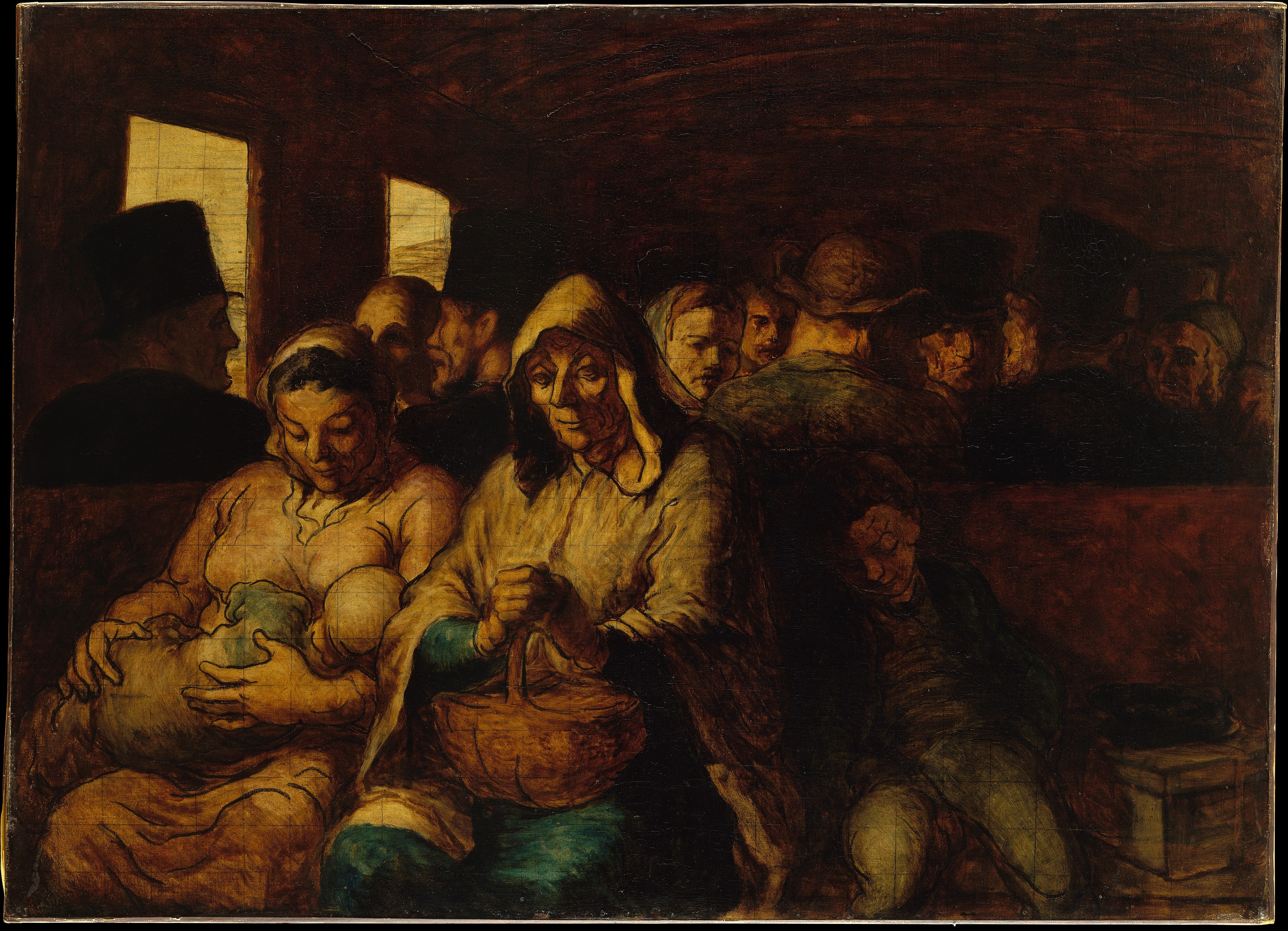
Le Wagon de troisième classe (c. 1862–64), de Honoré Daumier, versão inacabada que pertence ao Metropolitan Museum of Art de Nova Iorque. Óleo sobre tela com 65,4 cm x 90,2 cm.

## Descrição
Carruagem de Terceira Classe representa passageiros dos primeiros caminhos de ferro sentados numa carruagem. Neste quadro realista, Daumier não representou os cidadãos ricos que viajavam em primeira classe, mas as pessoas da terceira classe, para denunciar a miséria que reinava em grande parte da sociedade francesa da época. Era, para o artista, o reflexo de uma realidade que alguns preferiam esconder.
Esta representação da realidade é preocupante, não tanto por aquilo que é mostrado, as personagens, as roupas, as crianças miseráveis, mas pela força dos olhares. Os olhos escuros da mulher com a cesta, em primeiro plano, olhando fixamente o espectador, parecem terrivelmente acusadores e refletem a profunda desordem que existe nessas gentes, na sua vida de sofrimento e miséria. Em primeiro plano temos também uma mulher com o seu filho e um menino. Em segundo plano, podemos ver outras pessoas que também vivem em sofrimento e miséria, estando o quadro marcada por linhas predominantemente horizontais.

## História
Daumier produziu litografias sobre as dificuldades e inconvenientes do transporte ferroviário já em 1843. A pintura da Galeria Nacional do Canadá segue de perto uma versão em aguarela encomendada em 1864 pelo magnata do transporte ferroviário norte-americano William Walters.

## Galeria de obras relacionadas

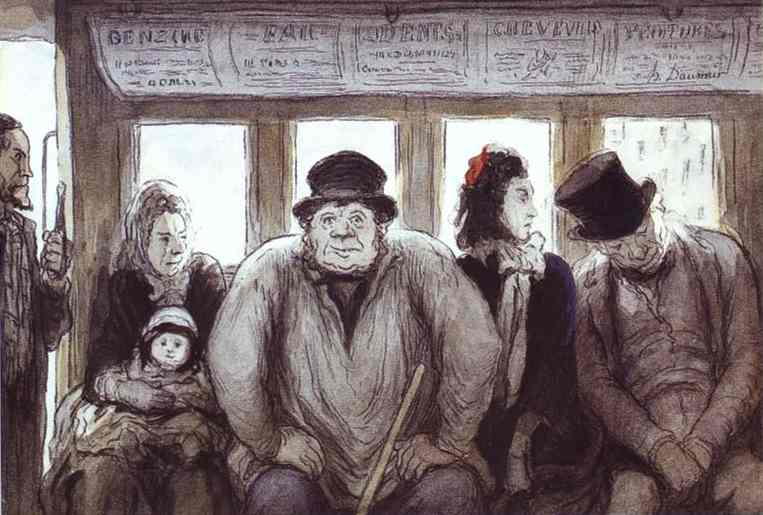
O Autocarro (1864) de Honoré Daumier. Lápis e guache no Walters Art Museum de Boston
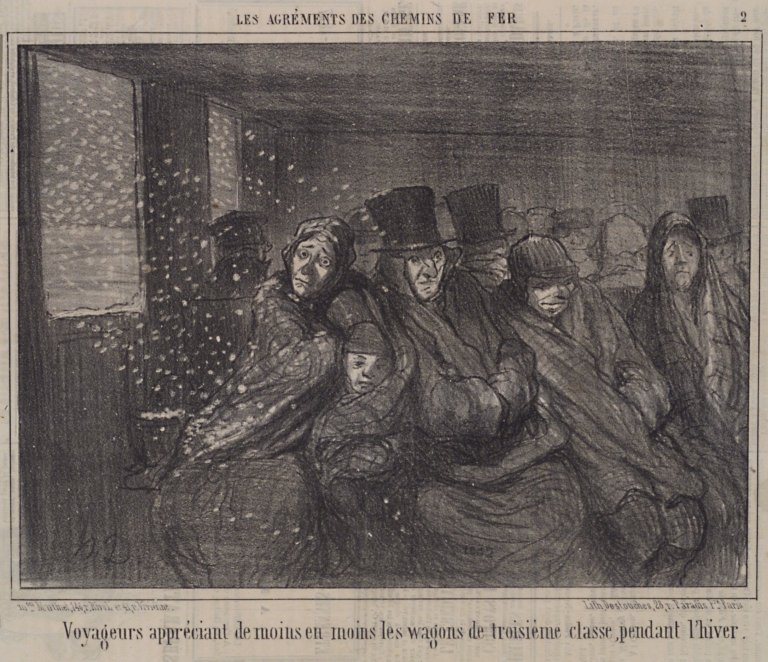
Voyageurs Appréciant de Moins En Moins... (c.1856), de Honoré Daumier. Litografia.
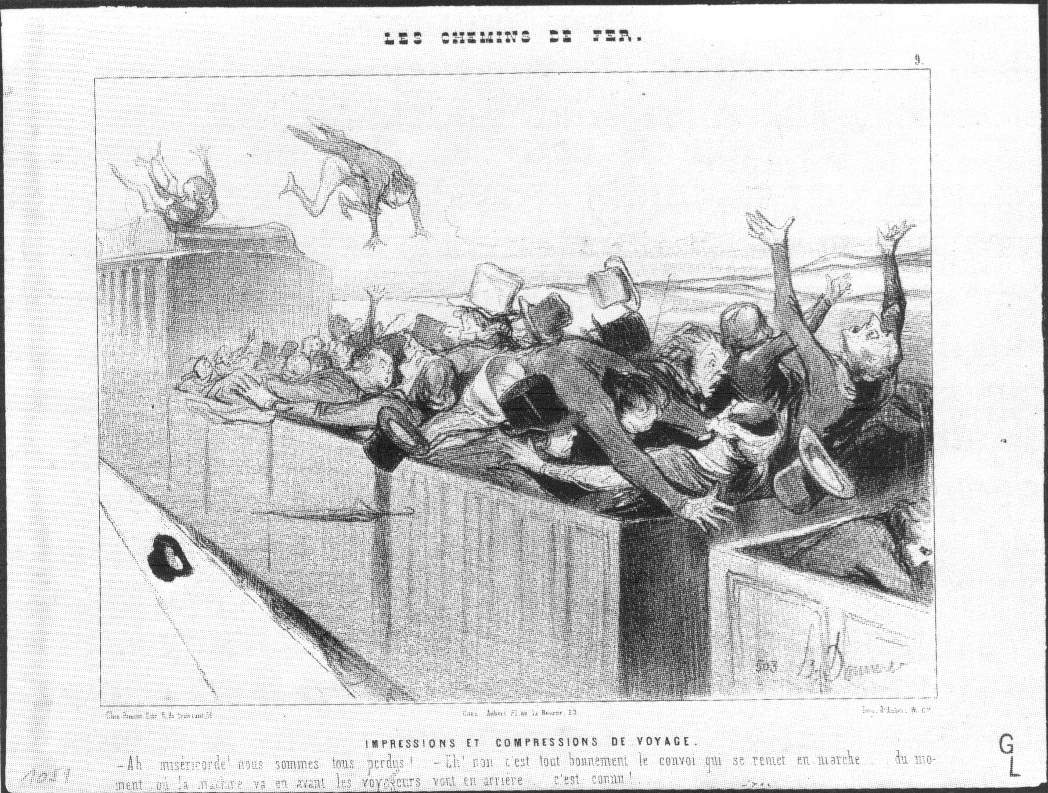
Impressions et Compressions de voyage (1853), de Honoré Daumier. Litografia.